# Renault 10
Der Renault 10 (kurz R10) ist eine viertürige Limousine mit Heckmotor des französischen Automobilherstellers Renault, die von Sommer 1965 bis Herbst 1971 hergestellt wurde.

## R10 (1965–1967)
Im September 1965 kam der Renault 10 in den Handel. Er basierte auf dem Renault 8, wobei seine Front bei gleichbleibendem Radstand um 12 cm und sein Heck um 7 cm verlängert worden war. Zudem war das Fahrzeug 4 cm breiter als der R8. Dadurch bot der R10 einen größeren Kofferraum im Bug mit 315 Liter Fassungsvermögen und etwas mehr Platz für die Passagiere.
Die Frontpartien des Grundmodells und des Luxusmodells Major waren neu gestaltet und hatten neben runden Hauptscheinwerfern eine Kombination aus Begrenzungs- und Blinkleuchten. Die Heckleuchten waren etwas tiefer angebracht als beim R8.
Angetrieben wurde der Wagen durch einen längs im Heck eingebauten Vierzylinder-Reihenmotor mit 1108 cm³ Hubraum (Bohrung × Hub = 70 mm × 72 mm), der 46 PS (34 kW) bei 4600/min abgab. Das Schaltgetriebe hatte vier Gänge. Alle Räder waren  einzeln aufgehängt, vorn an Doppelquerlenkern, hinten an pendelnden Halbachsen, und jeweils mit Scheibenbremsen ausgerüstet. Die Höchstgeschwindigkeit lag bei 132 km/h.
Ab dem Modelljahr 1967 wurde zusätzlich ein R10-Automatikmodell mit einer Jäger-Magnetpulverkupplung und Vorwahlgetriebe mit elektromagnetischer Steuerung angeboten, wie beim R8 Automatic.
Bei allen Modellen ersetzten „Renault 10“-Embleme die Bezeichnungen „1100“ und „Major“.

## R10 (1967–1971)
Im September 1967 wurde ein überarbeiteter R10 vorgestellt. Die bisherigen runden Hauptscheinwerfer wichen rechteckigen Scheinwerfern mit darunter angeordneten, kleineren Begrenzungs- und Blinkleuchten. Kleinere Modifikationen gab es am Heck, bei der Innenausstattung und am Armaturenbrett. Die vorderen Stoßstangen waren nun mit Gummipuffern ausgerüstet.
Im Juli 1969 kam ein stärkerer Motor dazu. Mit seinen 1289 cm³ Hubraum (Bohrung × Hub = 73 mm × 77 mm) leistete er 52 PS (38 kW) bei 4800/min. Er war mit einem stärkeren Getriebe kombiniert, und der Wagen erreichte so eine Höchstgeschwindigkeit von 140 km/h. Nur noch in Verbindung mit der Automatik wurde der 1,1-Liter-Motor angeboten, mit vergrößerten Ventilen und entsprechenden Einlasskanälen.
In diesen Ausführungen wurden die Modelle bis zur Einstellung der Produktion im Oktober 1971 angeboten.

## Motoren und Fahrleistungen
| Typ                     | Bauzeitraum     | Codenummer | Hubraum  | Vmax     |
| ----------------------- | --------------- | ---------- | -------- | -------- |
| R10 Major               | 07.1965–08.1967 | R 1190     | 1108 cm³ | 132 km/h |
| R10 Automatic           | 09.1966–08.1967 | R 1190     | 1108 cm³ | 132 km/h |
| R10 Major (Phase 2)     | 09.1967–07.1969 | R 1190     | 1108 cm³ | 132 km/h |
| R10 Automatic (Phase 2) | 09.1967–10.1971 | R 1190     | 1108 cm³ | 132 km/h |
| R10 Major (Phase 2)     | 07.1969–10.1971 | R 1192     | 1289 cm³ | 140 km/h |

## Lizenznachbauten
Von 1967 bis 1971 wurde der R10 als Bulgarrenault in Bulgarien im selben Werk hergestellt wie die in Lizenz der Alpine A110 gefertigte Bulgaralpine. Die R10-Modelle wurden dort überwiegend aus französischen Originalteilen montiert, vereinzelt fanden bulgarische Zulieferteile Verwendung. Insgesamt wurden etwa 3500 Fahrzeuge der Typen Bulgarrenault R8, R10 und Bulgaralpine hergestellt.